# لی نیوبولد
لی نیوبولد (به انگلیسی: Lea Newbold) یک روستا در بریتانیا است که در Aldford and Saighton واقع شده‌است. لی نیوبولد ۸ نفر جمعیت دارد.